# Elecraft
Elecraft Inc är ett amerikanskt företag startat 1998 av radioamatörerna Wayne Burdick (N6KR) och Eric Swartz (WA6HHQ).

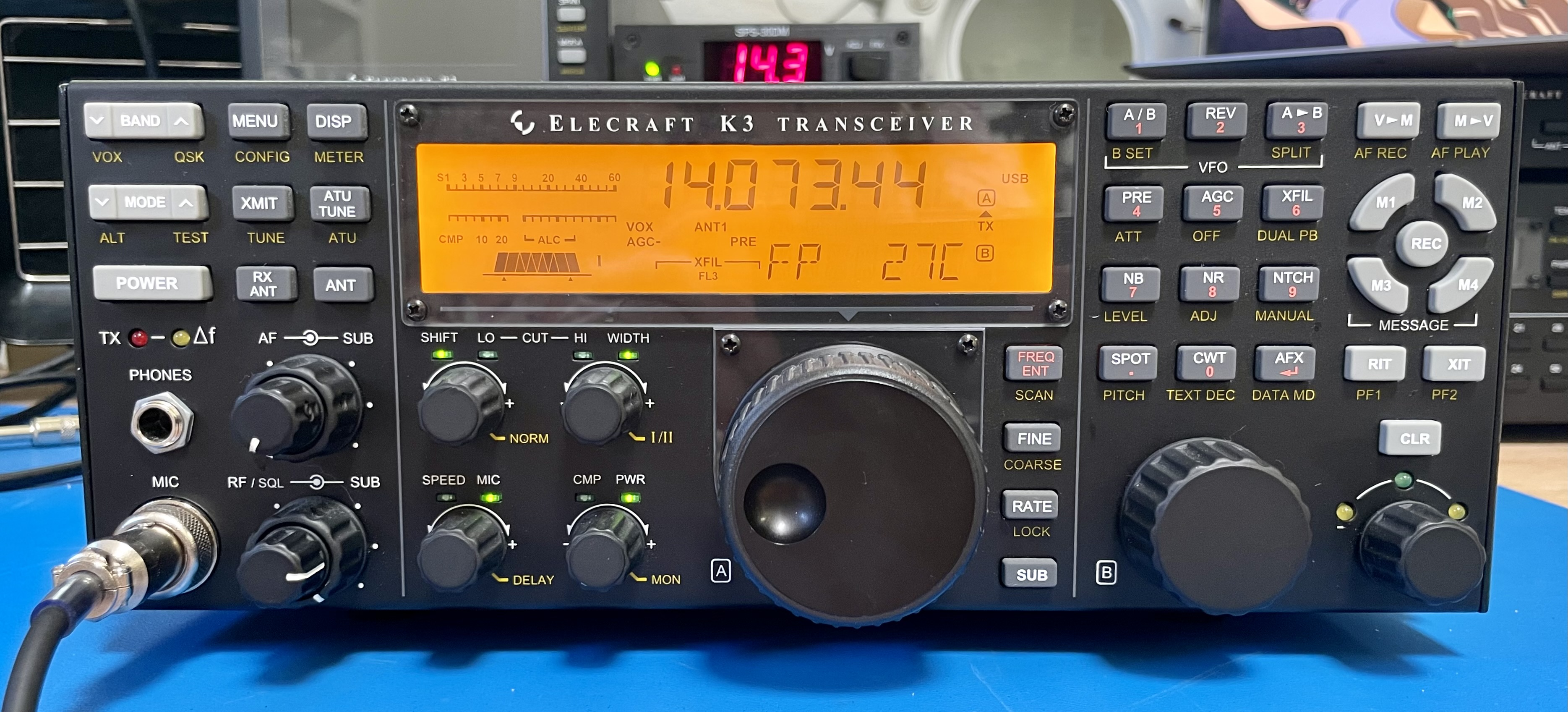
Elecraft K3

Elecraft tillverkar bland annat transceiver (sändtagare) främst för amatörradiobruk i byggsatsform och i form av färdiga moduler som köparen själv monterar ihop.
Sändtagarna, trots att de byggs ihop av köparen själv, uppvisar bra prestanda och tål att jämföras med de allra bästa serietillverkade sändtagarna. Elecraft K3 har bland annat utsetts till Bästa QRP-sändtagare, Bästa sändtagare över USD 2.000 och Bästa sändtagare under USD 2.000 i 2010 års upplaga av The ARRL Handbook - vilket innebär att Elecraft K3 segrade i alla tre klasserna.

## Produkter
Bland Elecrafts produkter kan nämnas följande:
- KX1 - Ultra-Portable CW Transceiver Kit. Täcker upp till fyra amatörradioband (80-40-30-20).
- KX2 - An 80-10 m SSB/CW/Data station that fits in your pocket! (80-40-30-20-17-15-12-10).
- KX3 - All-Mode Ultra-Portable 160-6 M Transceiver (16-80-40-30-20-17-15-12-10-6).
- K1 - Four Band CW Transceiver. Täcker med tillval upp till sex amatörradioband (80-40-30-20-17-15).
- K2 - Classic HF Transceiver Kit
- K3 - All-Mode Transceiver. Täcker alla amatörband (160-80-40-30-20-17-15-12-10-6). Säljs ej längre. Ersätts med K3S.
- K3S - All-Mode Transceiver. Täcker alla amatörband (160-80-40-30-20-17-15-12-10-6).
- P3 - Panadapter
- W2 - HF/VHF/UHF Wattmeter
- T1 - Miniature Autotuner For All Rigs
- KPA-500 - 500 watts effektförstärkare